# Omri Gandelman
Omri Gandelman (hebr. ‏‏עמרי גאנדלמן‎; ur. 16 maja 2000 w Hod ha-Szaron) – izraelski piłkarz grający na pozycji pomocnika w belgijskim klubie KAA Gent oraz reprezentacji Izraela. Uczestnik Letnich Igrzysk Olimpijskich 2024 w Paryżu. Posiada również obywatelstwo portugalskie.

## Sukcesy

### Maccabi Netanja
- Toto Cup Al: 2022/2023(inne języki)

### Izrael U-21
- Trzecie miejsce Mistrzostw Europy U-21: 2023